# San Felipe de Jesús, Jerécuaro
San Felipe de Jesús är en ort i Mexiko.   Den ligger i kommunen Jerécuaro och delstaten Guanajuato, i den sydöstra delen av landet, 150 km nordväst om huvudstaden Mexico City. San Felipe de Jesús ligger 2 297 meter över havet och antalet invånare är 147.
Terrängen runt San Felipe de Jesús är huvudsakligen kuperad, men västerut är den platt. Runt San Felipe de Jesús är det ganska tätbefolkat, med 104 invånare per kvadratkilometer. Närmaste större samhälle är Maravatío, 17,9 km söder om San Felipe de Jesús. I omgivningarna runt San Felipe de Jesús växer huvudsakligen savannskog.